# Advances in Agronomy
Advances in Agronomy is een internationaal, aan collegiale toetsing onderworpen wetenschappelijk tijdschrift op het gebied van de landbouwkunde. De naam wordt in literatuurverwijzingen meestal afgekort tot Adv. Agron. Het wordt uitgegeven door Elsevier en verschijnt 4 keer per jaar.